# رینهولد وورت
رینهولد وورت (انگلیسی: Reinhold Würth؛ زادهٔ ۲۰ آوریل ۱۹۳۵) کارآفرین، سرمایه‌دار و استاد دانشگاه اهل آلمان است، که بنیانگذار و مالک گروه وورت می‌باشد.